# Golfstaterne
De arabiske golfstater eller bare Golfstaterne er en samlet betegnelse for kongerigerne, Persiske Golf-landene, Bahrain og Saudi-Arabien, sultanatet Oman samt emiraterne Kuwait, Qatar og Forenede Arabiske Emirater. Disse seks lande udgør medlemmerne af Golfstaternes samarbejdsråd.
Grupperingen af disse arabiske lande er nyttig, da de har store lighedstræk i både økonomi og kultur.